# Biserica de lemn din Mamu

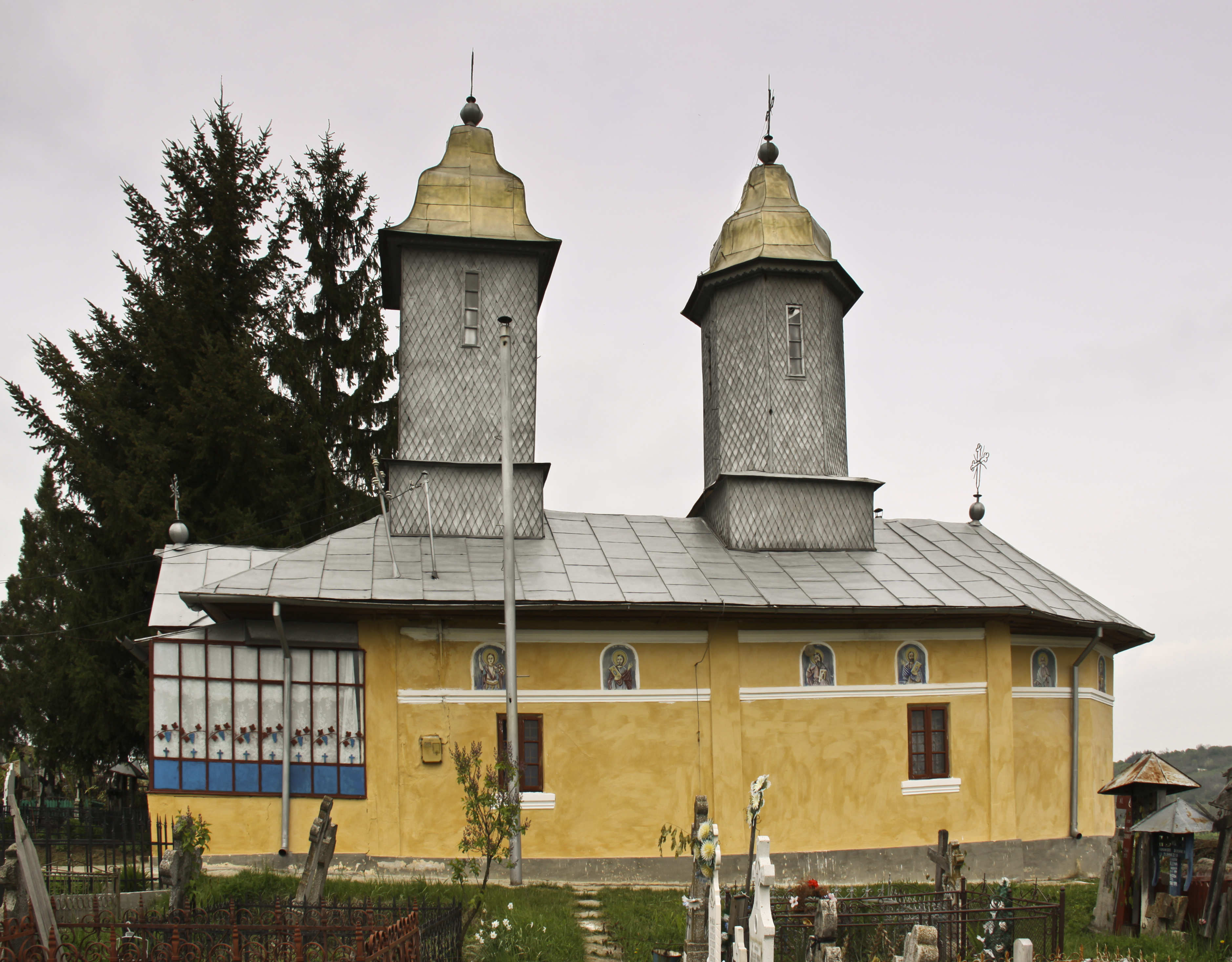
Biserica de lemn din Mamu, vedere dinspre sud, foto: 2010

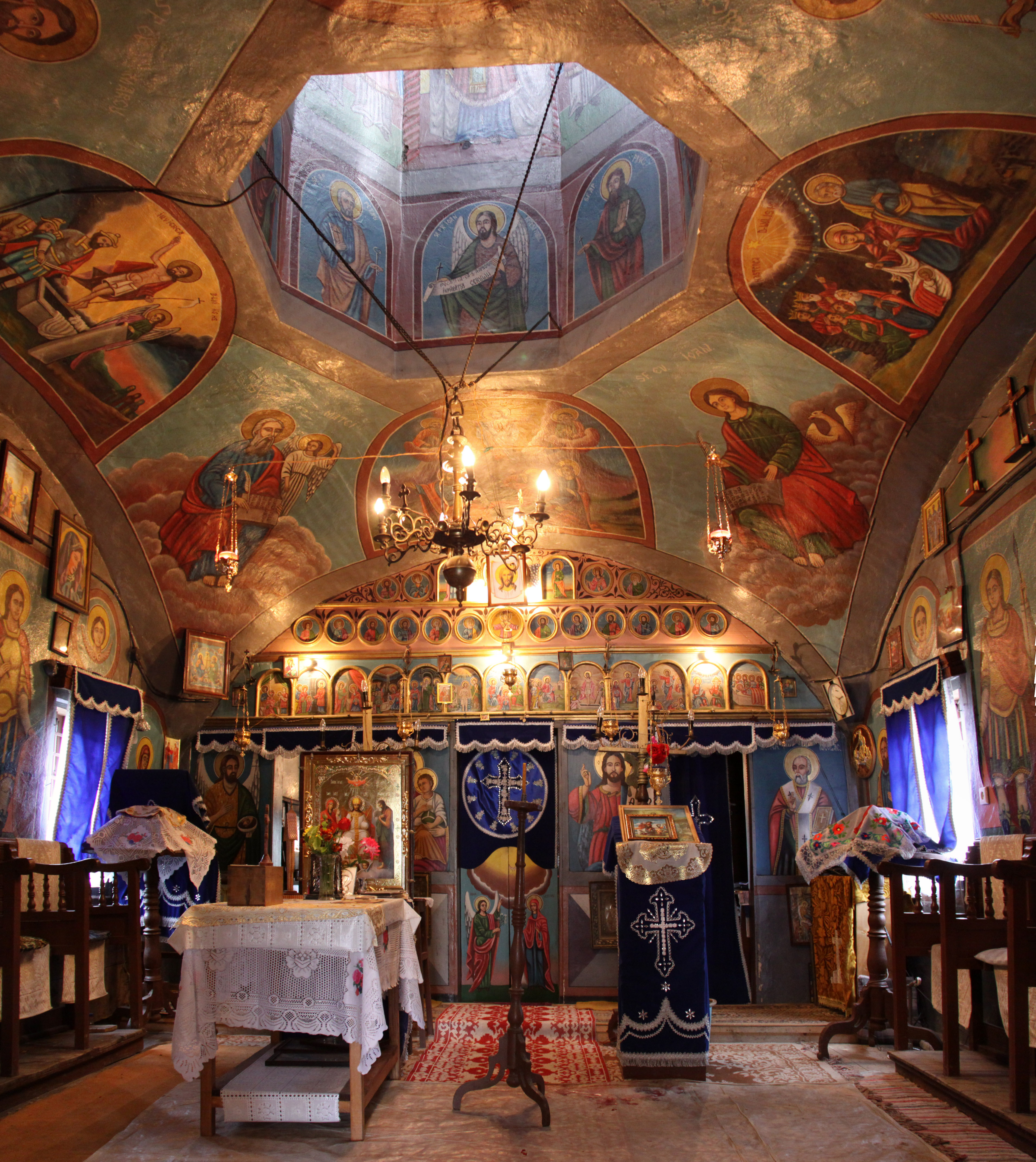
Naosul cu acoperirea sa semisferică şi turla centrală, foto: 2010

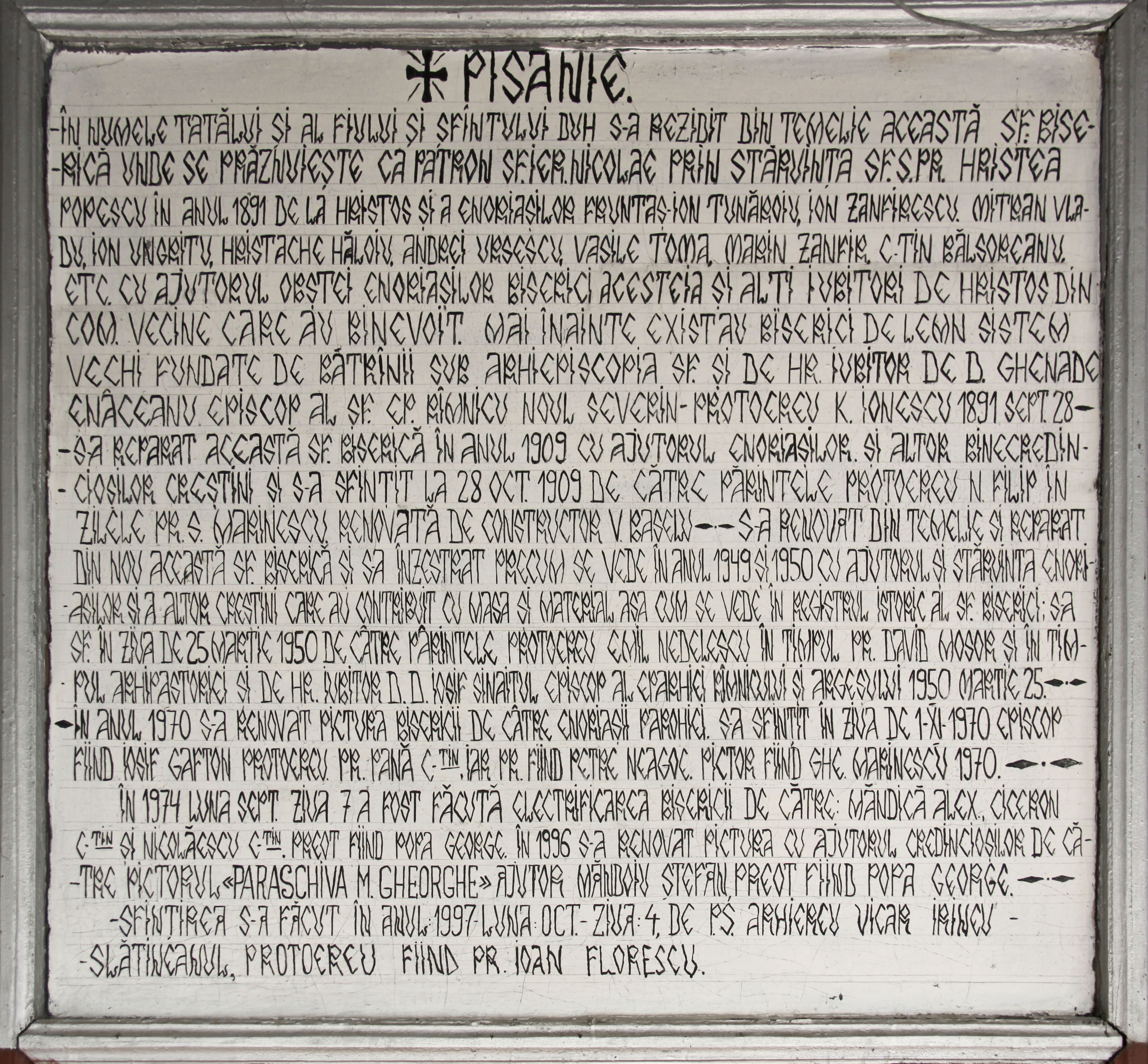
Pisania-cronică de la 1997, foto: 2010

Biserica de lemn din Mamu se află în localitatea Mamu, județul Vâlcea. Biserica, în forma sa actuală, a fost prefăcută în anul 1891 și poartă hramul „Sfântul Nicolae”. Se distinge prin cele două turle, una peste pronaos și a doua peste naos, trăsătură introdusă la bisericile de lemn din zonă spre sfârșitul secolului 19, după modelul celor de zid. Biserica este înscrisă pe noua listă a monumentelor istorice, LMI 2004:  VL-II-m-B-09803.

## Istoric
Vechea biserică de lemn era ridicată pe la 1741 și fusese reparată în 1850. Nu se cunoaște în ce măsură dar pe baza dimensiunilor reduse se poate presupune că vechiul lăcaș a fost cuprins în cel de acum. În forma actuală, construcția este rezultatul unor lucrări de renovare majore în anul 1891. Cu acel prilej, modelul tradițional de lăcaș de cult a fost înlocuit cu altul nou, inspirat de bisericile de zid.. Pereții de lemn au fost înălțați cu câteva rânduri de bârne, apoi în întregime acoperiți cu mortar și pictați, atât în interior cât și în exterior. Peste cele două încăperi centrale, pronaosul și naosul, au fost ridicate bolți aparent semisferice și turle înalte. 
Momentul de răscruce de la 1891 al acestui lăcaș și etapele de întreținere care au urmat au fost surprinse într-o pisanie recentă, care constituie în fapt o colecție, mai mult sau mai puțin fidelă, a pisaniilor anterioare. Pisania se află peste intrare și reține mai întîi faptele și ctitorii de la 1891: „În numele Tatălui și al Fiului și Sfântului Duh s-a rezidit din temelie această sf. biserică unde se prăznuiește ca patron sf. ier[arh] Nicolae prin stăruința sf[ințiiei] s[ale] pr[eotul] Hristea Popescu în anul 1891 de la Hristos și a enoriașilor fruntaș Ion Tunăroiu, Ion Zamfirescu, Mitrean Vladu, Ion Ungruțiu, Hristache Hăloiu, Andrei Ursescu, Vasile Toma, Marin Zanfir, C[onstan]tin Bălșoreanu, etc, cu ajutorul obștei enoriașilor biserici acesteia și alți iubitori de Hristos din com[unele] vecine care au binevoit. Mai înainte existau biserici de lemn sistem vechi fundate de bătrânii[.] Sub arhiepiscopia sf[ântului] și de Hr[istos] iubitor de D[umnezeu] Ghenade Enăceanu, episcop al sf[intei] ep[iscopii] Râmnicu Noul Severin, protoereu K Ionescu 1891 sept[embrie] 28.”
Pisania continuă cu informații despre o reparație care a avut loc în anul 1909: „S-a reparat această sf[ântă] biserică în anul 1909 cu ajutorul enoriașilor și altor binecredincioșilor creștini și s-a sfințit la 28 oct[ombrie] 1909 de către părintele protoereu N. Filip în zilele pr[eotului] S. Marnescu. Renovată de constructor V. Baselu.”
În a treia parte este surprinsă încă o reparație necesară, încheiată în anul 1950: „S-a renovat din temelie și reparat din nou această sf[ântă] biserică și s-a înzestrat precum se vede în anul 1949 și 1950 cu ajutorul și stăruința enoriașilor și a altor creștini care au contribuit cu masa și material așa cum se vede în registrul istoric al sf[intei] biserici. S-a sf[ințit] în ziua de 25 martie 1950 de către părintele protoereu Emil Nedelescu în timpul pr[eotului] David Mosor și în timpul arhipăstoriei și de Hr[istos] iubitor d[e] D[umnezeu] Iosif Sinaitul, ep[iscop] al Eparhiei Râmnicului și Argeșului 1950 martie 25.”
Cronica pisaniei reține în a patra parte o renovare a picturii în anul 1970: „În anul 1970 s-a renovat pictura bisericii de către enoriașii parohiei. S-a sfințit în ziua de 1-XI-1970 episcop fiind Iosif Gafton protoereu pr[eot] Pană Constantin, iar pr[eot] fiind Petre Neagoe. Pictor fiind Gheorghe Marinescu 1970”. 
În partea de încheiere sunt surprinse eforturile de întreținere ale lăcașului din ultima parte a secolului 20: „În 1974 luna sept[embrie] ziua 7 a fost făcută electrificarea bisericii de către Măndică Alex[andru], Ciceron C[onstan]tin și Nicolăescu C[onstan]tin. Preot fiind Popa George. În 1996 s-a renovat pictura cu ajutorul credincioșilor de către pictorul Paraschiva M. Gheorghe, ajutor Mândoiu Ștefan, preot fiind Popa George. Sfințirea s-a făcut în anul 1997 luna oct[ombrie] ziua 4, de p[rea] s[fințitul] arhiereu vicar Irineu Slătineanu, protoereu fiind pr[eotul] Ioan Florescu.”.

## Trăsături
Înoirile din secolul 20 surprinse în pisanie au avut menirea de a întreține construcția în trăsăturile ei caracteristice de la 1891. Se disting cele patru încăperi tradiționale, înșiruite de la vest la est: pridvorul, pronaosul, naosul și altarul. În planimetrie și dimensiuni la nivelul fundației, acestea păstrează mai degrabă datele inițiale, dinnainte de 1891. În elevație, construcția e dominată de cele două turle așezate în axul bisericii, peste pronaos și naos. Turla de peste naos este deschisă spre interiorul încăperii, aruncând o lumină îndirectă în centru și ridicând privirea spre medalionul pictat cu chipul lui Iisus în partea superioară. Bolta navei este racordată cu calote între pereți și deschizătura poligonală a turlei. Pridvorul este închis, probabil de la ultima renovare. 

## Imagini exterioare

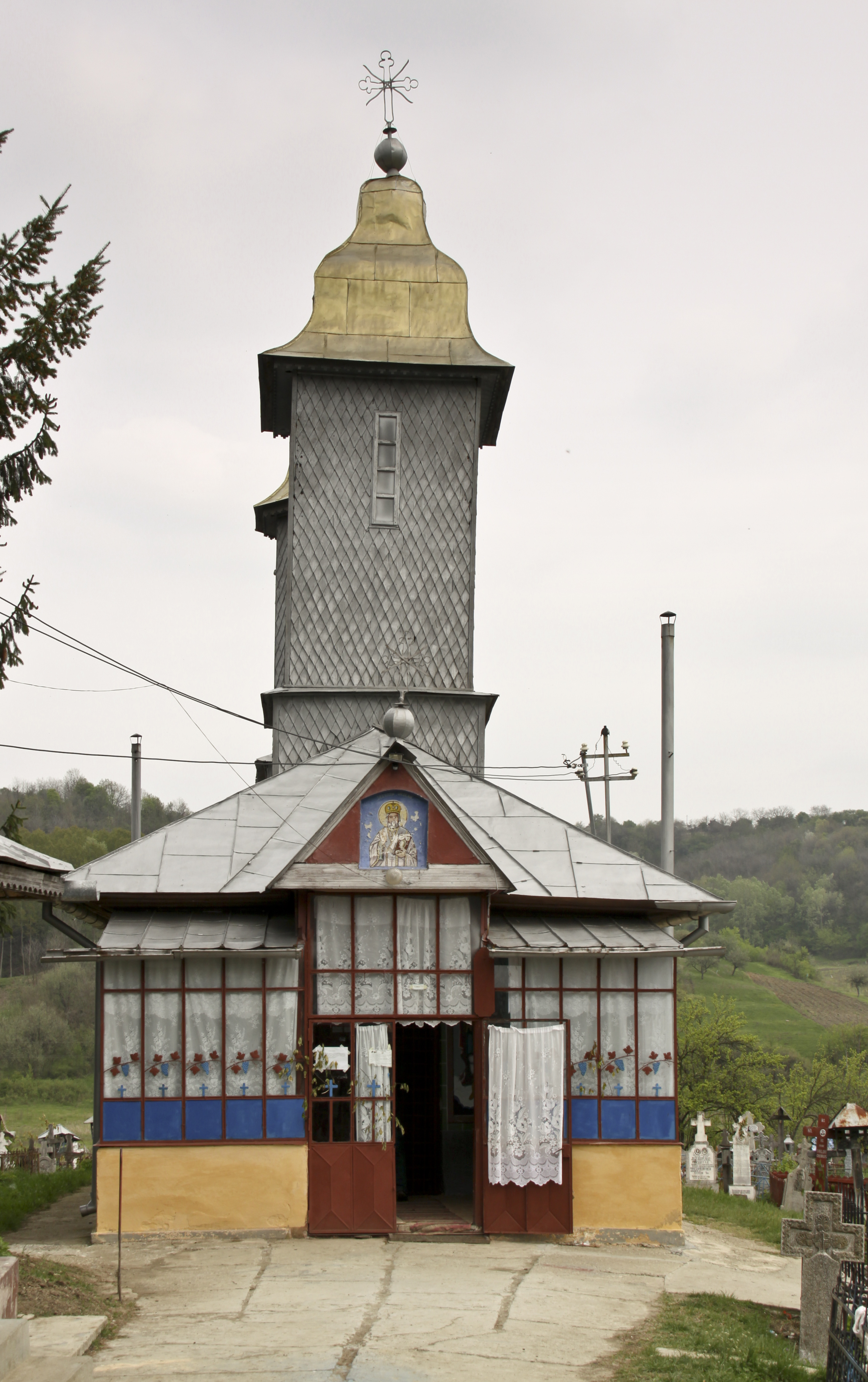
vest
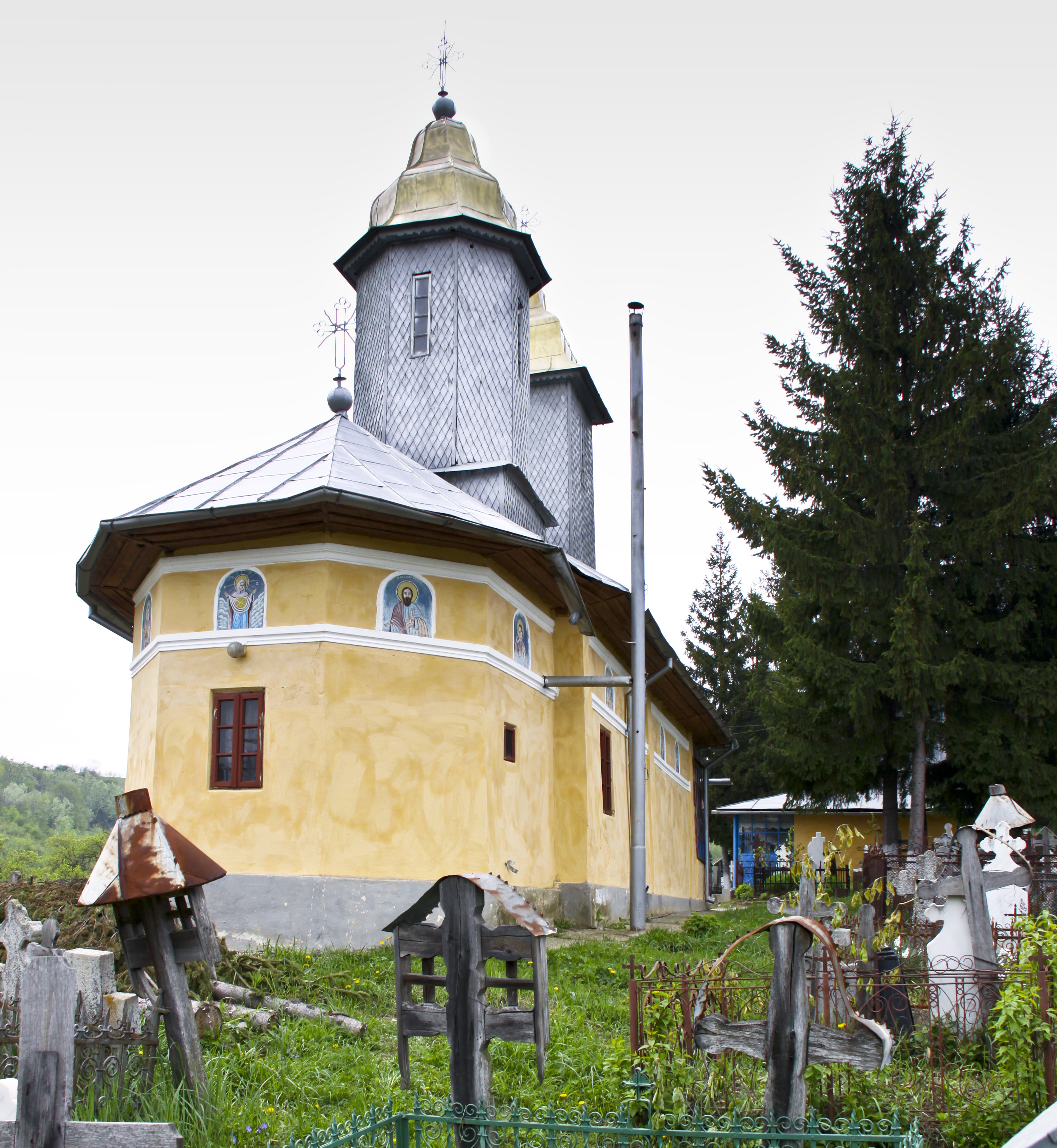
răsărit
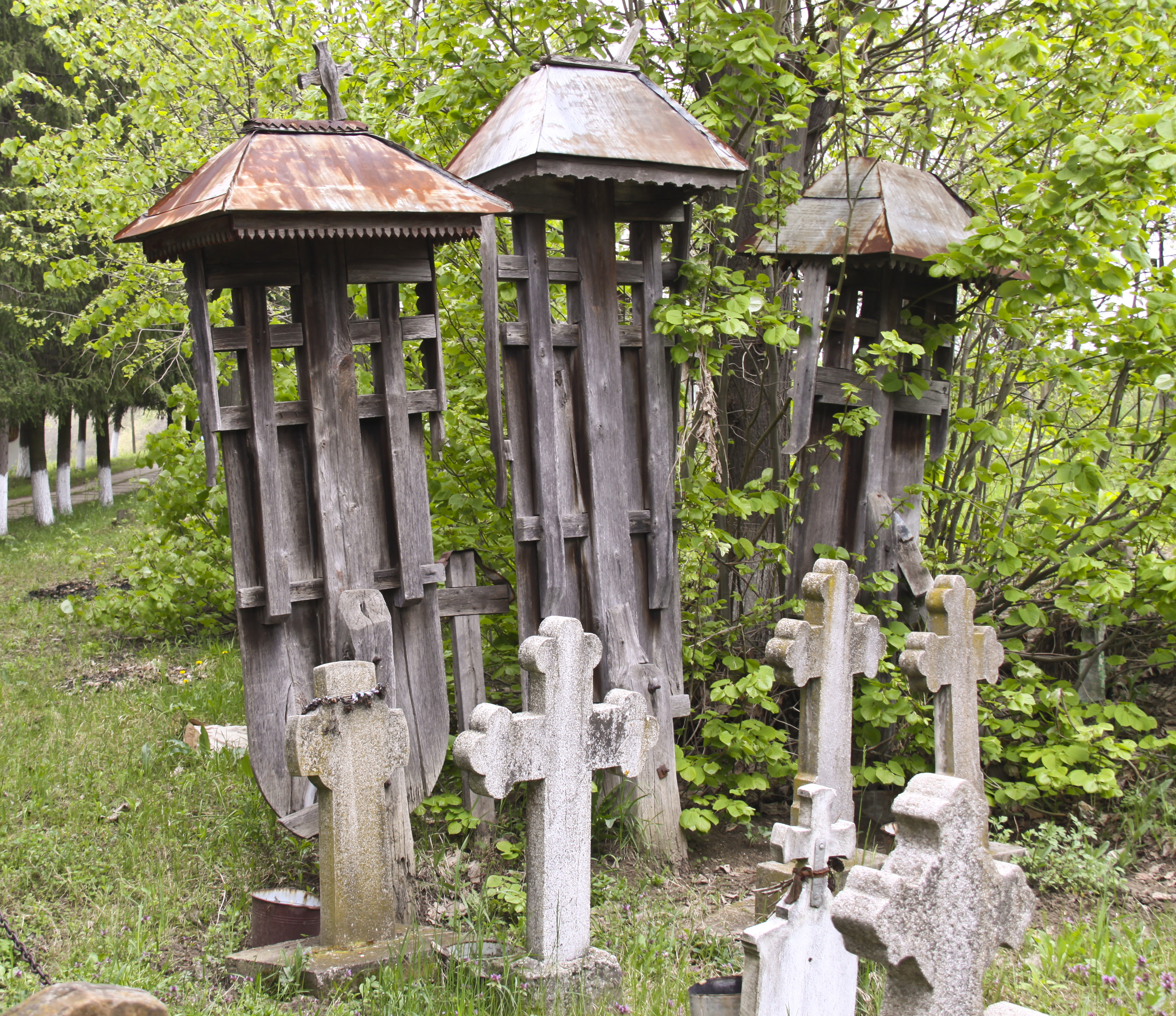
troiţe de eroi
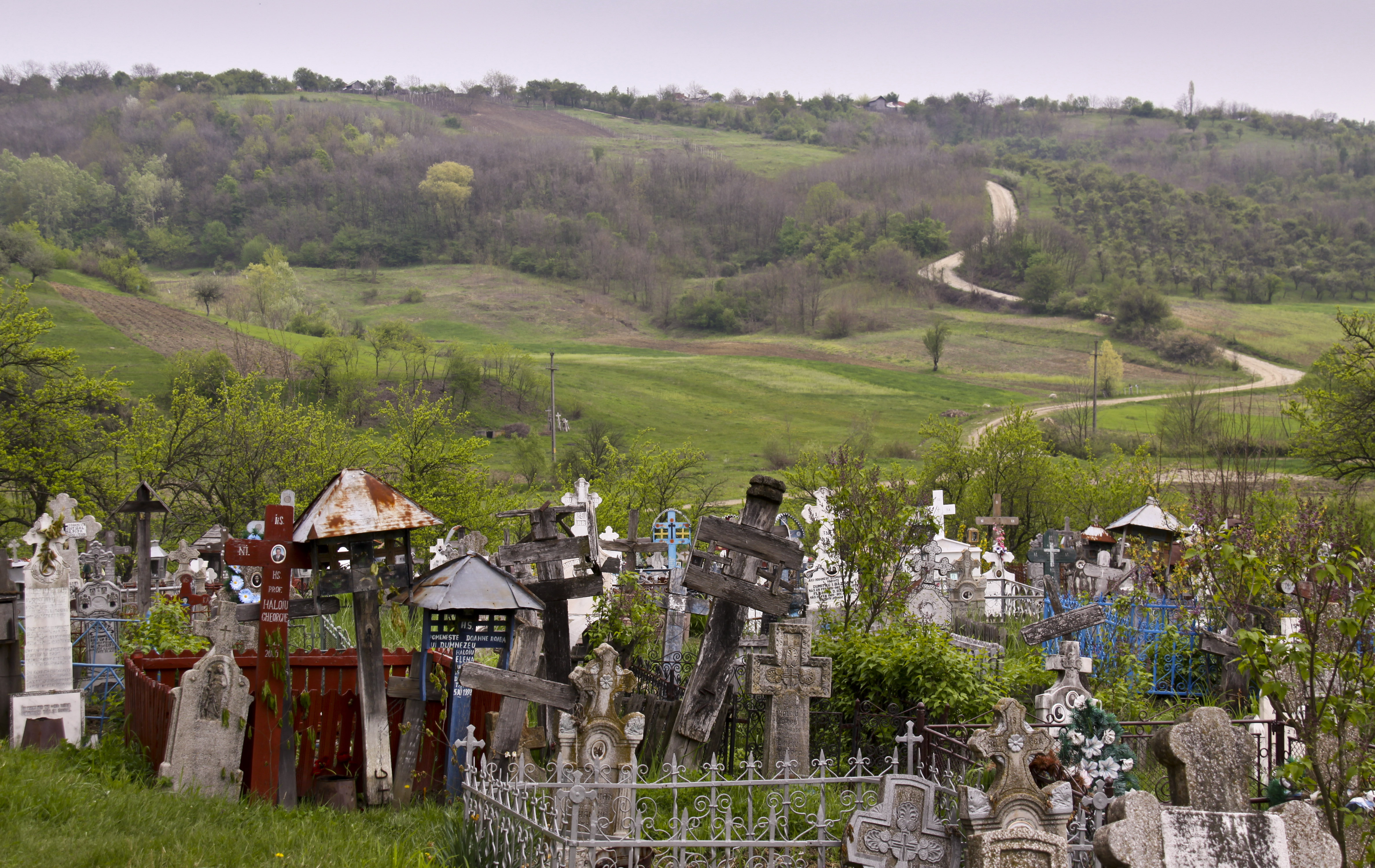
în cimitir
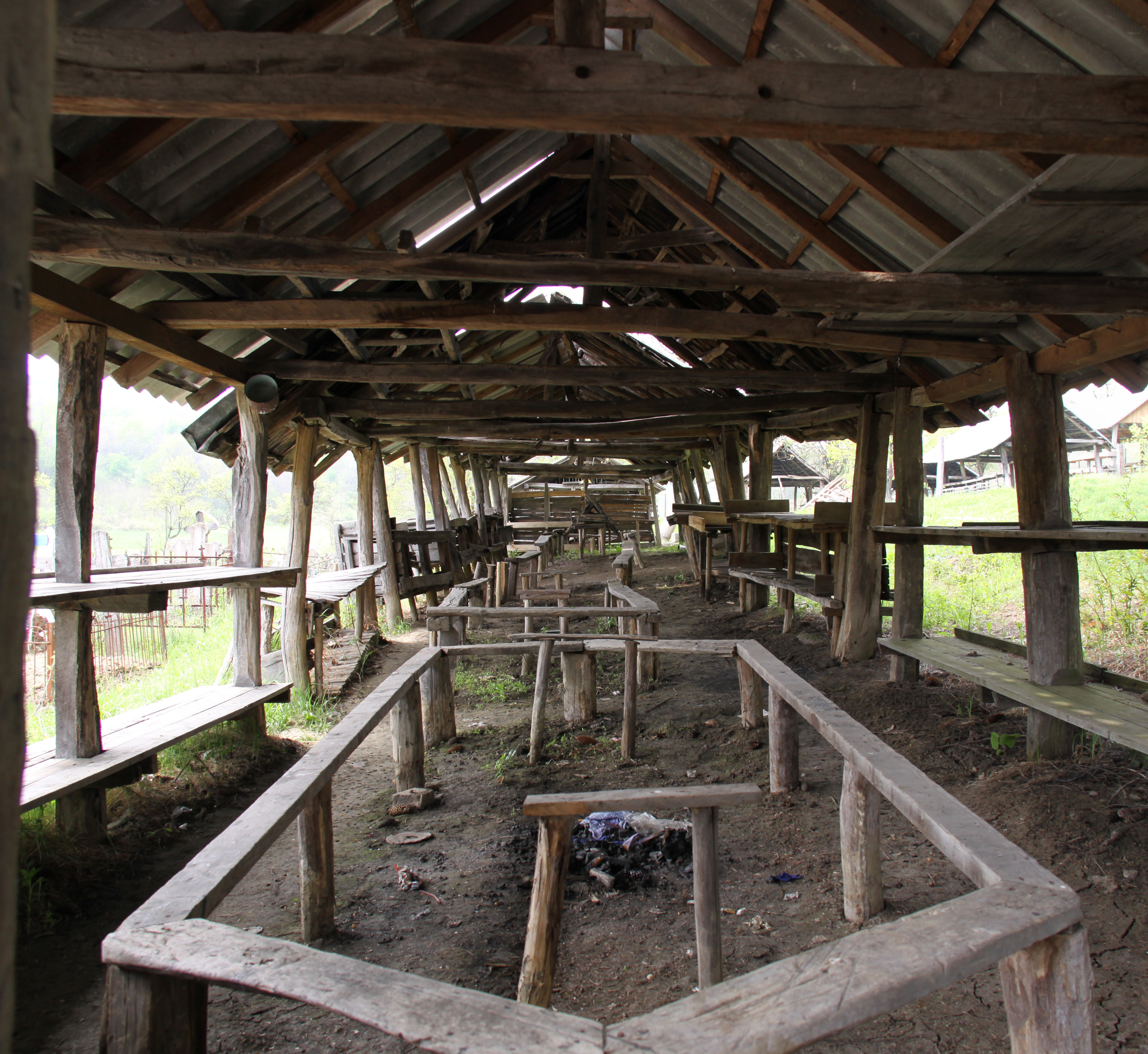
prăznicar

## Imagini interioare

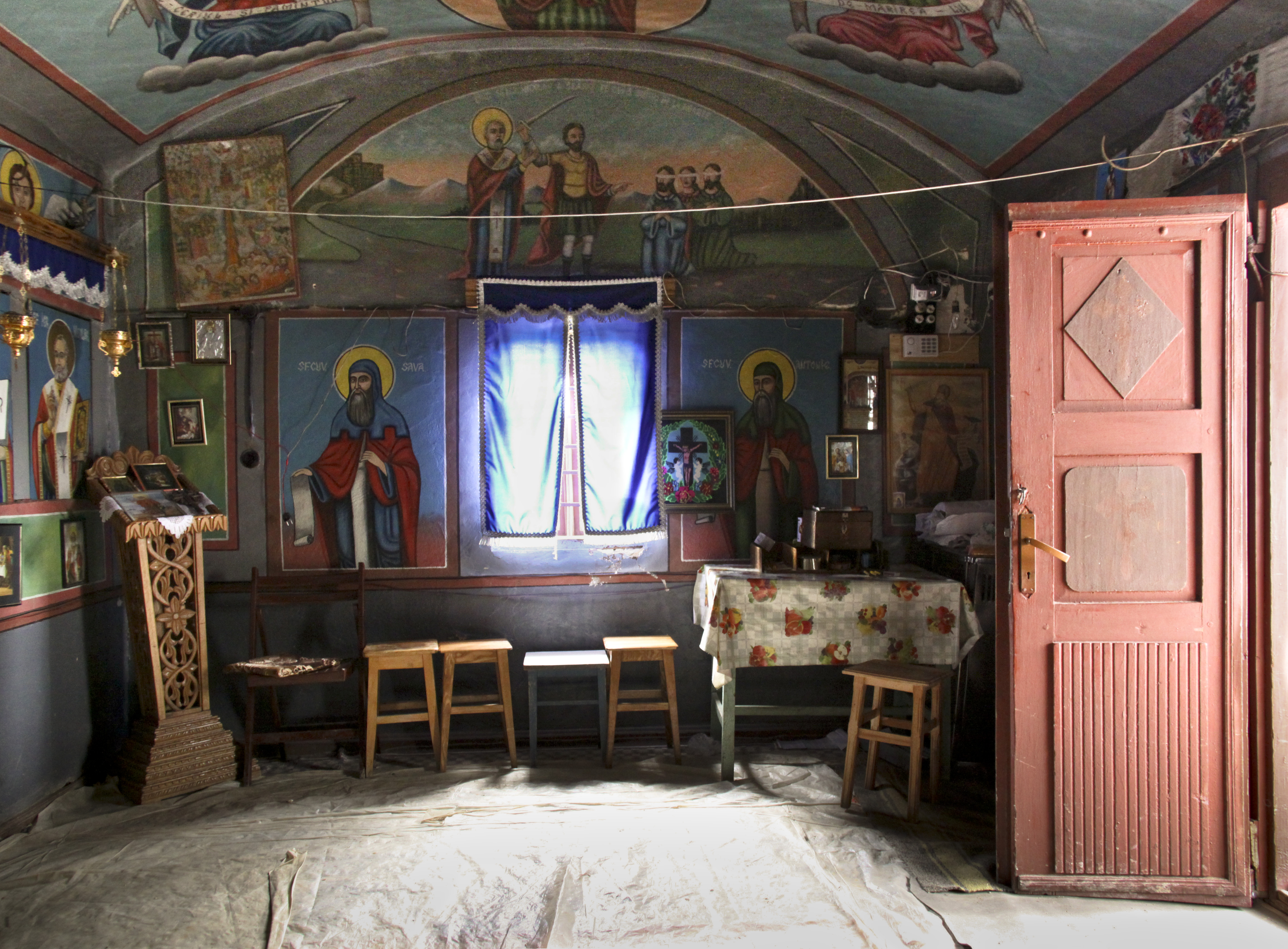
pronaos
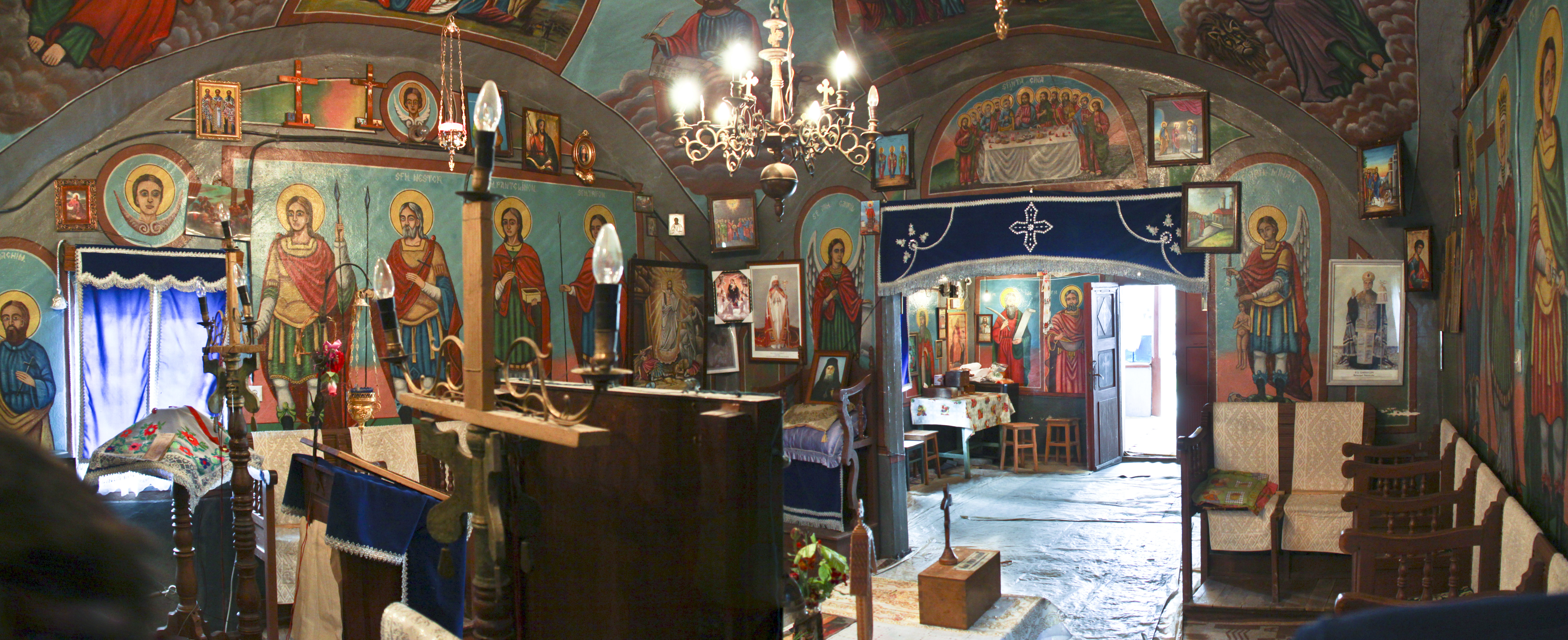
naos
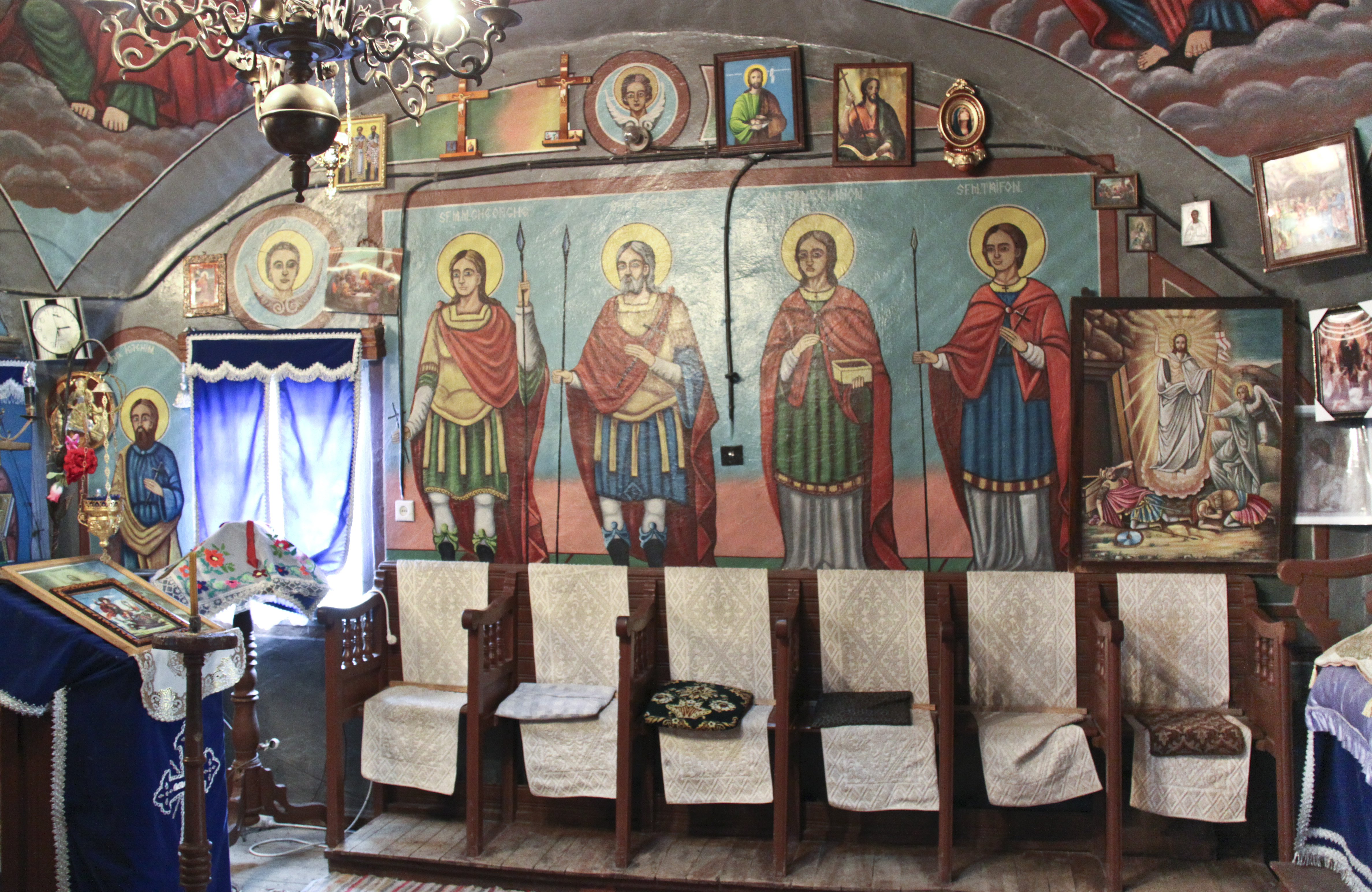
naos, sud
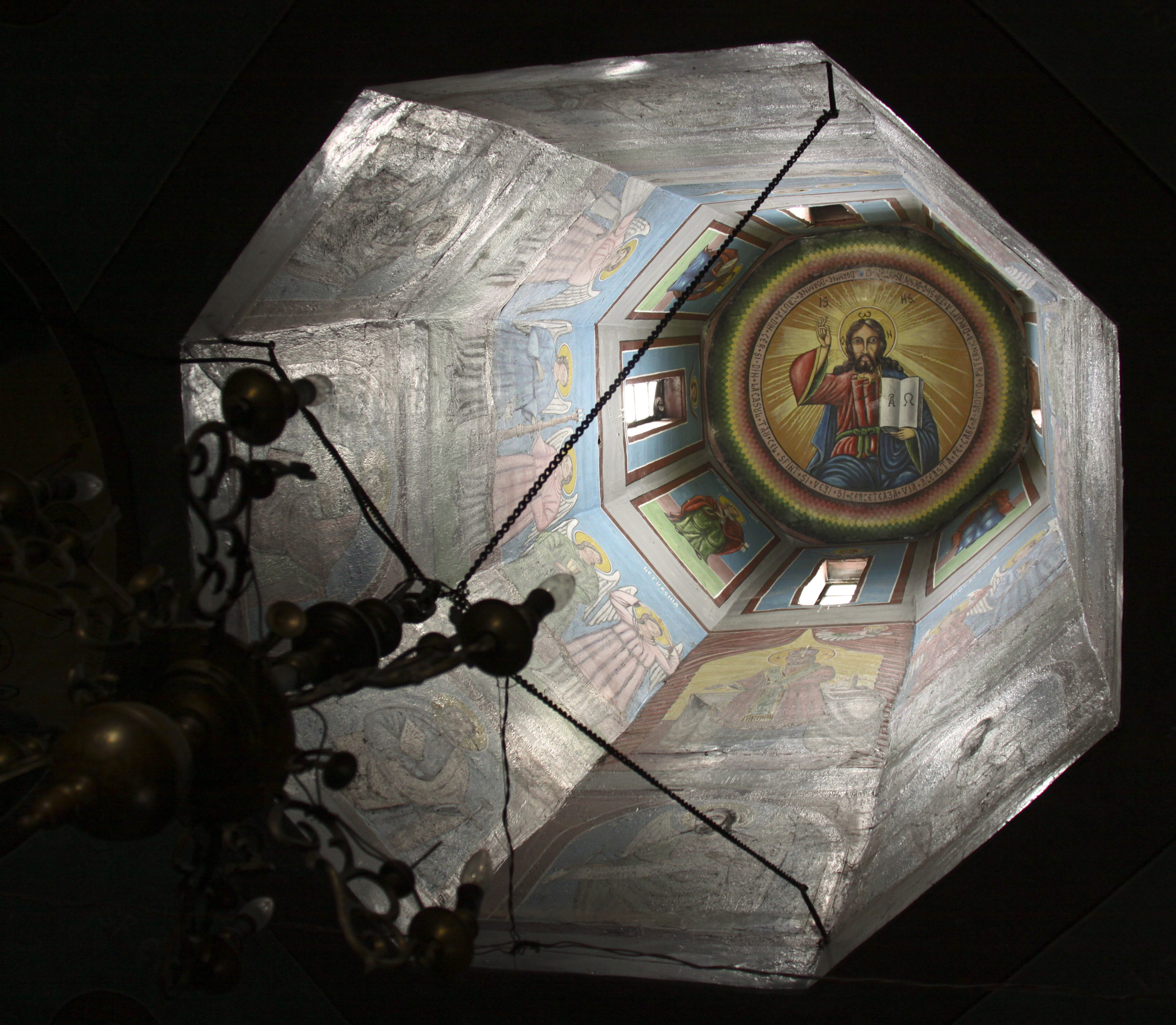
turla
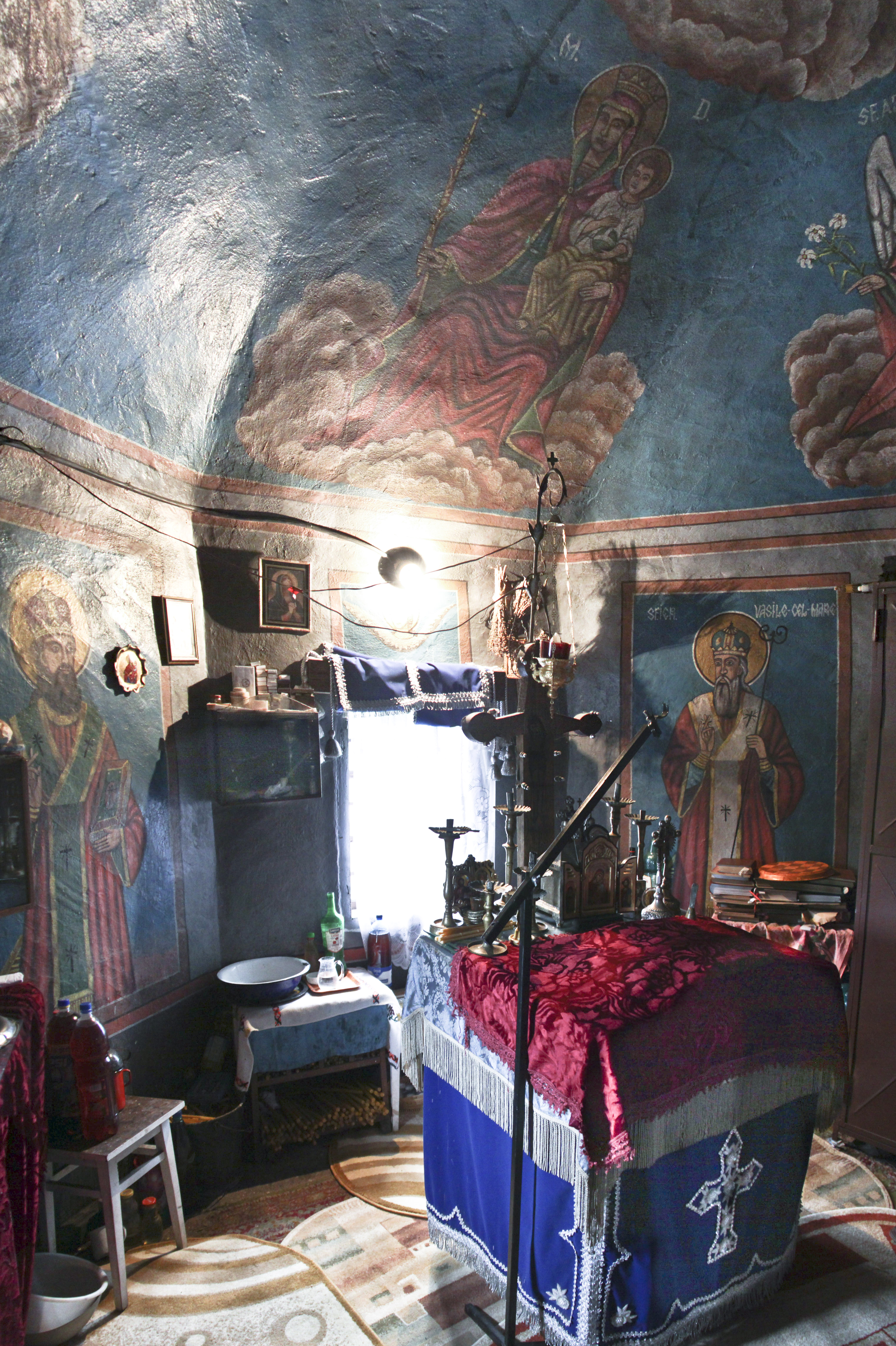
în altar
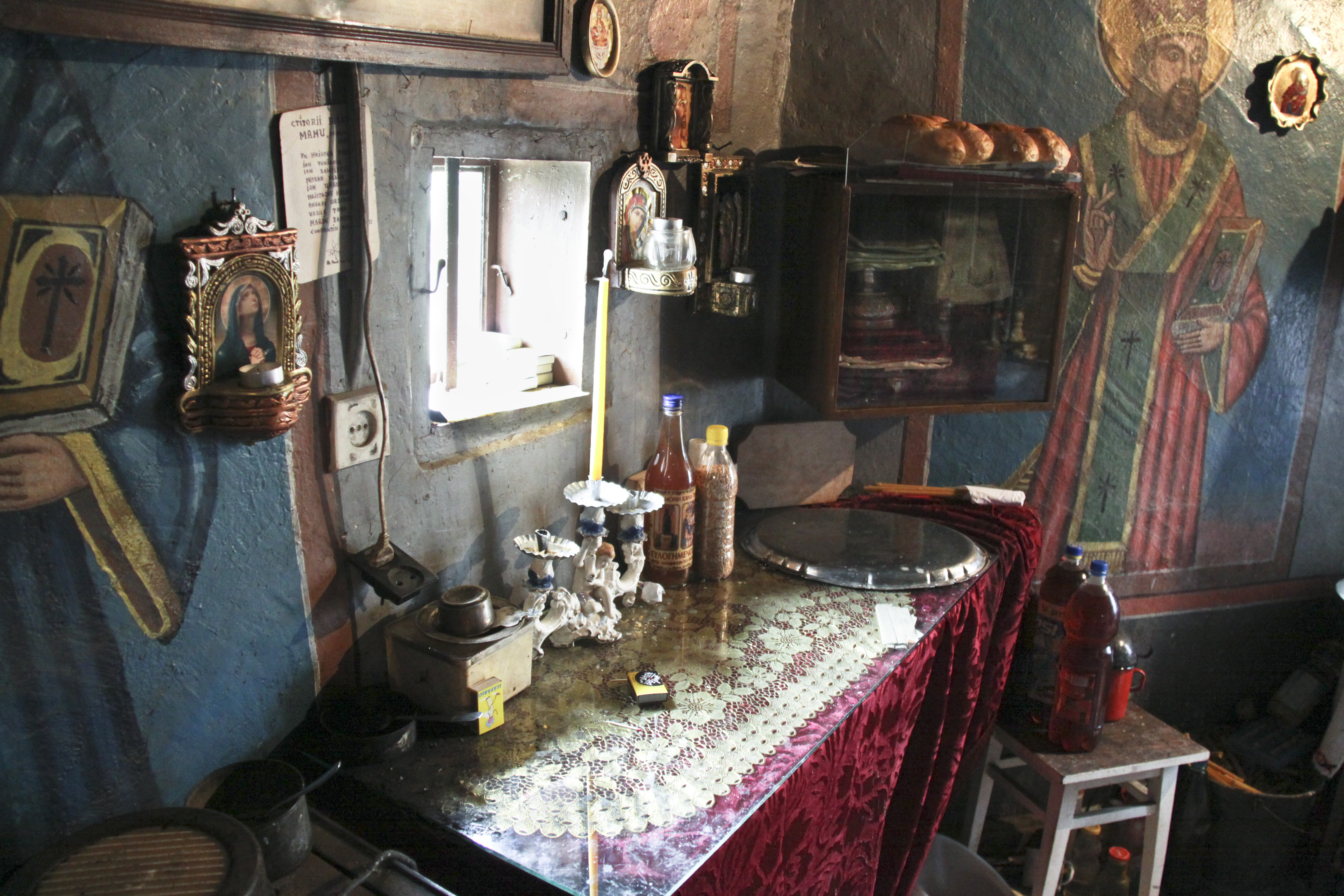
proscomidia